# جامعة أندورا
جامعة أندورا (بالكتالونية: Universitat d'Andorra)‏ هي جامعة عامة للتعليم العالي تم إنشاؤها في عام 1988، وأول جامعة في دولة أندورا. تتكون الجامعة من كلية العلوم الصحية والتربوية، وكلية الأعمال والتكنولوجيا، وكلية التعلم الإلكتروني.
الجامعة عضو في شبكة جامعات اللغة الكاتالونية، ورابطة الجامعات الأوروبية، والرابطة الدولية للجامعات منذ عام 2018. ما يقرب من ثلاثة أرباع الموارد المالية للجامعة تأتي من حكومة دولة أندورا.
خلال العام الدراسي 2018- 2019، احتفلت الجامعة بالذكرى الثلاثين لتأسيسها بإغلاق كبسولة زمنية مع الوثائق والأشياء اليومية من عام 2018. لا يمكن فتح كبسولة الوقت حتى العام الدراسي 2088-2089 والذي يصادف الذكرى المئوية لتأسيسها.  

## روابط خارجية
- الموقع الرسمي
- نبذة عن الجامعة من الموقع الرسمي باللغة الإنجليزية
- تقرير نشاط من الموقع الرسمي باللغة الكتالونية